# Krzysztof Kurełek
Krzysztof Kurełek (ur. 9 lutego 1983) – polski piłkarz ręczny, występujący na pozycji rozgrywającego.

## Życiorys
13 września 2003 zadebiutował w Superlidze w barwach MOSiR Zabrze w przegranym 18:27 spotkaniu z Chrobrym Głogów. W MOSiR rozegrał 51 spotkań w Superlidze. W 2005 wraz z zabrzańskim klubem spadł z najwyższej klasy rozgrywkowej. Opuścił MOSiR w 2007, przenosząc się do Viretu Zawiercie. Po zakończeniu sezonu 2007/2008 przeszedł do MTS Chrzanów, gdzie występował przez rok. Następnie wrócił do Viretu, gdzie grał do 2012. Wówczas przeszedł do Olimpii Piekary Śląskie, gdzie grał do końca 2015. Po krótkim pobycie w Virecie wiosną 2016 wrócił do Olimpii, a w sezonie 2017/2018 ponownie grał w Virecie. Po zakończeniu sezonu przeszedł do UKS MOSM Bytom. W latach 2019–2021 był zawodnikiem Grunwaldu Ruda Śląska.